# Oxira hoenei
Oxira hoenei är en fjärilsart som beskrevs av Charles Boursin 1954. Oxira hoenei ingår i släktet Oxira och familjen nattflyn. Inga underarter finns listade i Catalogue of Life.